# L'Héritage du chercheur d'or
Pour plus de détails, voir Fiche technique et Distribution.
L'Héritage du chercheur d’or (The Trail Beyond, littéralement : Au-delà de la piste), est un western américain réalisé par Robert N. Bradbury, sorti en 1934, adapté du roman Les Chasseurs de loups de James Oliver Curwood (1908).

## Synopsis
Un vieil homme confie à Rod Drew la mission de retrouver Marie, la fille de son frère John Ball, disparue depuis longtemps (mais il y a erreur sur le prénom…) Drew commence son aventure mouvementée dans le train qui l'emmène au nord du Canada : il porte secours à un homme menacé par des joueurs de cartes que ce dernier accuse d'avoir triché. Bagarre et coup de feu. L'homme se révèle être Wabi, un demi-sang indien qui est un ami d’enfance. Les deux compères s'enfuient en se jetant du pont ferroviaire dans le fleuve. Ils trouveront entre-temps la cabane où mourut l'infortuné John Ball et le plan de sa mine d’or. La tâche de Rod s'annonce désormais périlleuse car Wabi est maintenant recherché pour meurtre et il est lui-même considéré comme un probable complice. Ils vont devoir échapper, à la fois, aux brigands voleurs d'or menés par Jules LaRocque et à la Police montée qui les recherchent.

## Fiche technique
- Titre original : The Trail Beyond

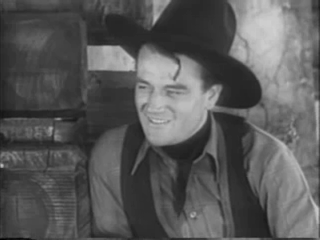
John Wayne

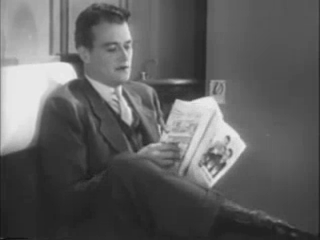
John Wayne

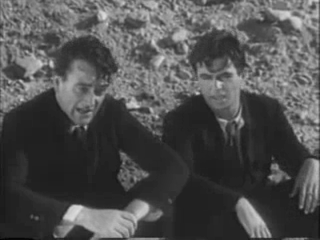
John Wayne et Noah Beery Jr.

- Titre français : L'Héritage du chercheur d’or
- Titre québécois : La Mine d’or perdue
- Réalisation : Robert N. Bradbury
- Scénario : Lindsley Parsons, d’après le roman Les Chasseurs de loups (The Wolf Hunters) de James Oliver Curwood[1]
- Direction artistique : E. R. Huckson
- Photographie : Archie Stout
- Son : Ralph Shugar
- Montage : Charles Hunt
- Musique : Lee Zalher
- Production : Paul Malvern
- Société de distribution : Lone Star Productions
- Pays de production :  États-Unis
- Langue originale : anglais
- Format : noir et blanc — 35 mm — 1,37:1 — son Mono
- Genre : Western
- Durée : 55 minutes
- Dates de sortie : 
  - États-Unis : 22 octobre 1934
  - France : 3 septembre 1936
  - DVD : 1988 (Club Laurel et Hardy) ; et 2012 (Zylo)

## Distribution
- John Wayne (VF : Jean Clarens) : Rod Drew
- Verna Hillie (VF : Monique Mélinand) : Félicie (recueillie par Newsome ; alias Félicie Ball)
- James A. Marcus : frère de John Ball  (et oncle de Félicie)
- Noah Beery Jr. (VF : Marc Valbel)[2] : Wabi
- Noah Beery (VF : Henry Valbel) : George Newsome
- Robert Frazer (VF : Paul Lalloz) : Jules LaRocque
- Earl Dwire : Benoit
- Iris Lancaster (VF : Camille Fournier) : Marie Lafleur
- Eddie Parker : agent Ryan, de la Police montée

## Version française
- Maurice Derblay
- Montage sonore : Raymond Louveau & Monique Reynier
- Enregistrement : René Louge & Jean Rieul
- Procédé : Radio Cinéma Fidélité Intégrale

## Autour du film
L'Héritage du chercheur d'or est un petit film du niveau de série B avec des raccords parfois imprécis. On trouve au générique Noah Beery, qui joue avec son fils (Noah Beery Jr.) et qui est le frère de Wallace Beery, très connu outre-Atlantique. L’action qui est censée se dérouler au Canada a été tournée en Californie, dans les Mammoth Lakes. La nature est donc très présente et bien filmée : lacs, rivières, cascades, forêt. Les héros se jetteront, d’ailleurs, plusieurs fois dans l’eau pour semer leurs poursuivants. John Wayne, jeune, vif et mince, n’a pas encore la nonchalance qu’on lui connaît généralement et a assumé lui-même toutes les cascades. Les scènes de bagarre n’ont pas, bien sûr, la percussion des films actuels et font plutôt penser à des scènes de cinéma muet.[Interprétation personnelle ?]